# Diernæs Sogn
Diernæs Sogn ist eine Kirchspielsgemeinde (dän.: Sogn)
auf der Insel Fyn (dt.: Fünen) im südlichen Dänemark.
Bis 1970 gehörte sie zur Harde Sallinge Herred im damaligen Svendborg Amt, danach zur Faaborg Kommune im
Fyns Amt, die im Zuge der  Kommunalreform zum 1. Januar 2007 in der
Faaborg-Midtfyn Kommune in der Region Syddanmark aufgegangen ist.
Im Kirchspiel leben 1380 Einwohner, davon 308 im Kirchdorf (Stand: 1. Januar 2023).

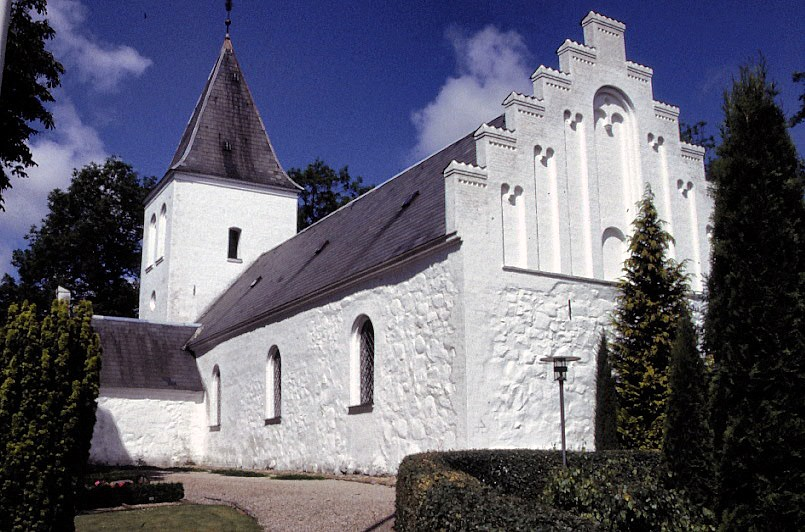
Diernæs Kirke

Im Kirchspiel liegt die Kirche „Diernæs Kirke“ und der Langdysse im Enemærket.
Nachbargemeinden sind im Westen Fåborg Sogn, im Nordwesten Svanninge Sogn, im Nordosten Brahetrolleborg Sogn, im Osten Vester Åby Sogn und im Südosten Åstrup Sogn.